# Попов Євген Георгійович
Євгéн Геóргійович Попóв (нар. 11 вересня 1978, Владивосток, РРФСР, СРСР) — російський телевізійний журналіст і телеведучий українського походження, пропагандист путінського режиму. Ведучий програми «60 хвилин» на телеканалі «Росія-1» разом зі своєю другою дружиною Ольгою Скабєєвою.

## Біографія
Народився 11 вересня 1978 року у Владивостоці (за його словами, батько проживає(-в) в Україні).
Під час навчання в школі працював на місцевому радіо ведучим програми «Саквояж». У 2000 році закінчив факультет журналістики Далекосхідного державного університету. Будучи студентом, працював у КДУ «Громадське телебачення Примор'я» (ОТВ-Прим), ДТРК «Владивосток» та інших місцевих телерадіокомпаніях. З 2000 року — кореспондент «Вістей» у Владивостоці та Приморському краї. У вересні 2002 року переїхав до Москви.
З червня 2003 року працював в українському корпункті телеканалу «Росія», у своїх репортажах висвітлював Помаранчеву революцію. У вересні 2006 року повернувся назад до Москви, був політичним оглядачем «Вістей тижня».
У травні 2007 року став кореспондентом телеканалу «Росія» в США, де якийсь час працював спільно з Костянтином Сьоміним, був головою Нью-Йоркського бюро «Вістей». Кандидатуру Попова схвалила тодішній директор інформаційних програм телеканалу Юлія Ракчеева. Останній репортаж Попова в США вийшов 24 квітня 2013 року. У Нью-Йорку познайомився з майбутньою дружиною Анастасією Чуркіною — донькою дипломата Віталія Чуркіна.
У травні 2013 року продовжив роботу в «Вістях» як політичний оглядач. Працював у Києві, на Євромайдані, у тому числі в одній групі з Антоном Волошиним, що загинув в Україні в червні 2014 року.
З осені 2013 року, після переформатування програми «Вести+», Попов став вести авторську програму «Вести в 23:00» замість Василя Журавльова та Оксани Куваєвої.
З липня 2014 по червень 2016 року він вів передачу по черзі з кореспондентом ВГТРК Максимом Кисельовим. Попутно робив репортажі для програми «Спеціальний кореспондент», серед них — «Телемайдан», «Блокада. Слов'янськ» та ін.
У 2014—2019 роках під час відпустки Дмитра Кисельова заміняв його як ведучого програми «Вісті» щонеділі о 20:00, чергуючись з Андрієм Кондрашовим. Влітку 2014 року заміняв Кондрашова у вечірніх випусках «Новин» по буднях.
З вересня по липень 2014 2016 року вів обговорення в студії під час телевізійного проєкту «Спеціальний кореспондент» замість Аркадія Мамонтова.
З 12 вересня 2016 року — ведучий соціально-політичного ток-шоу «60 хвилин» у парі з другою дружиною Ольгою Скабєєвою.
У 2021 році взяв участь у виборах до Державної думи VIII скликання від партії "Єдина Росія" по Кунцевському одномандатному округу Москви № 197. Під час подання передвиборчої декларації повідомив про 11,4 млн рублів доходу за 2020 рік і приховав 3,1 млн рублів доходу, що було підтверджено ЦВК. Входив до "команди мера Москви" Сергія Собяніна, який очолював на виборах московський список "Єдиної Росії". У боротьбі з кандидатом від КПРФ Михайлом Лобановим здобув перемогу, набравши 35,17 % голосів; "згідно з підрахунками штабу" Лобанова, перевага дісталася Попову завдяки результатам дистанційного електронного голосування, оскільки за підсумками фізичного голосування громадян Попов відставав на більш ніж 10 тисяч голосів.

## Документальні фільми
- «Медиаграмотность» (2016).

## Особисте життя
Перша дружина — одеситка армянського походження Анаіт Адамян, популярна блогерка та фіналістка четвертого сезону «Холостяк»  
Друга дружина- журналістка Анастасія Чуркіна (нар. 27 грудня 1984), працює в Америці кореспондентом телеканалу Russia Today, дочка російського дипломата, постійного представника Росії при ООН в 2006—2017 роках Віталія Чуркіна (1952—2017).
Друга дружина — кореспондент ВГТРК Ольга Скабєєва (нар. 11 грудня 1984). Для неї цей шлюб також є другим. Син Захар (нар. 14 січня 2014).

## Санкції
Включений Службою безпеки України в список осіб, яким заборонений в'їзд в Україну.
З 24 лютого 2022 року через підтримку російської агресії та порушення територіальної цілісності України під час російсько-української війни перебуває під персональними міжнародними санкціями 27 країн Євросоюзу.
З 24 грудня 2022 року внесений до санкційного списку Канади через "голосування за визнання незалежності так званих республік у Донецьку та Луганську".
З 25 грудня 2022 року доданий до санкційного списку Швейцарії.
З 24 березня перебуває під персональними санкціями США.
Указом президента України Володимира Зеленського від 7 вересня 2022 року перебуває під санкціями України.

## Нагороди та премії
- «Золоте перо Росії» від Спілки журналістів Росії (9 лютого 2017) — «за розвиток дискусійних майданчиків на російському телебаченні» (спільно з Ольгою Скабєєвою)[35]
- Премія «ТЕФІ—2017» в номінації «Ведучий суспільно-політичного ток-шоу прайм-тайму» категорії «Вечірній прайм» (3 жовтня 2017 року) (спільно з Ольгою Скабєєвою)[36]
- Премія «ТЕФІ—2018» в номінації «Ведучий суспільно-політичного ток-шоу прайм-тайму» категорії «Вечірній прайм» (3 жовтня 2018 року) (спільно з Ольгою Скабєєвою)[37]